# Stephanostema stenocarpum
Stephanostema stenocarpum är en oleanderväxtart som beskrevs av Karl Moritz Schumann. Stephanostema stenocarpum ingår i släktet Stephanostema och familjen oleanderväxter. Inga underarter finns listade i Catalogue of Life.